# Zygoballus optatus
Zygoballus optatus är en spindelart som beskrevs av Arthur M. Chickering 1946. Zygoballus optatus ingår i släktet Zygoballus och familjen hoppspindlar. Inga underarter finns listade i Catalogue of Life.

## Bildgalleri

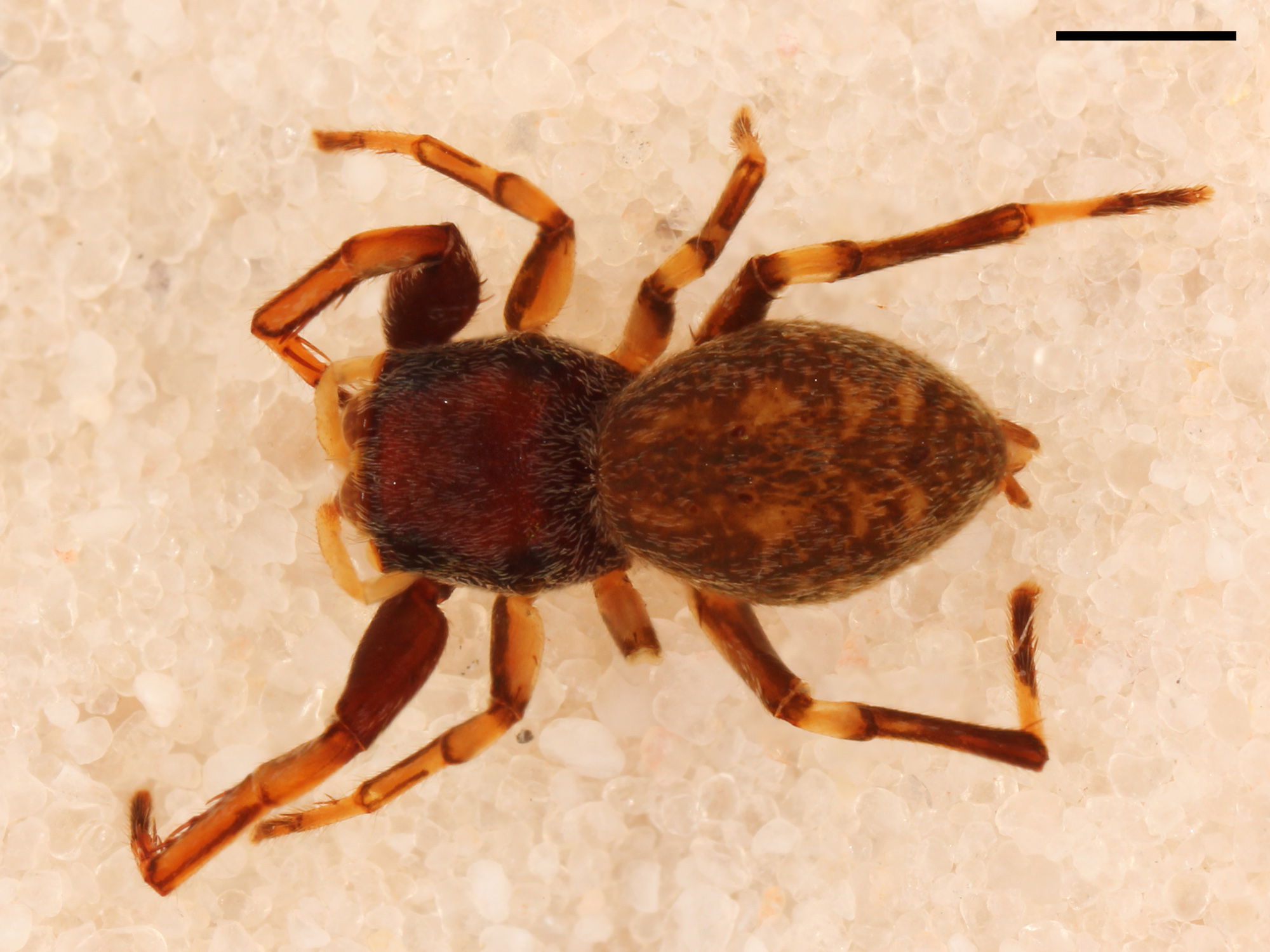
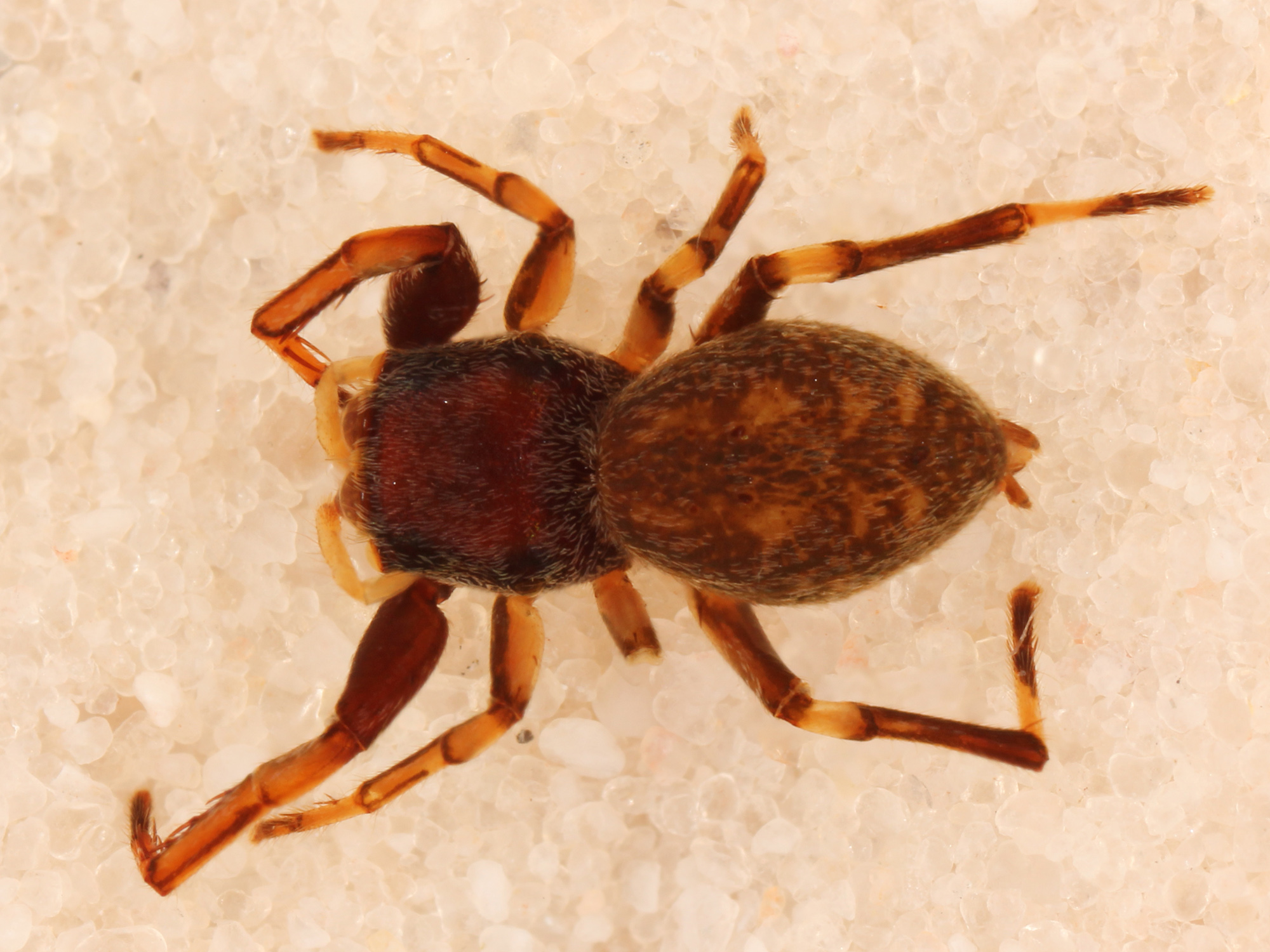
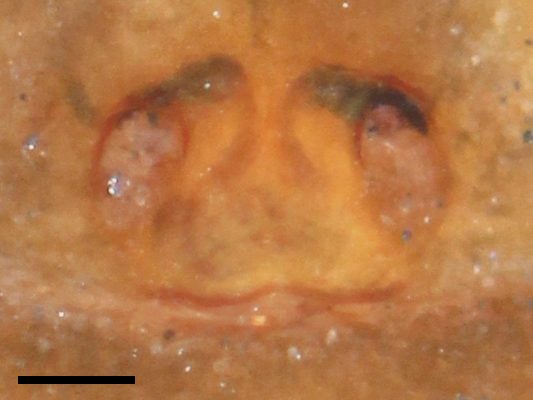
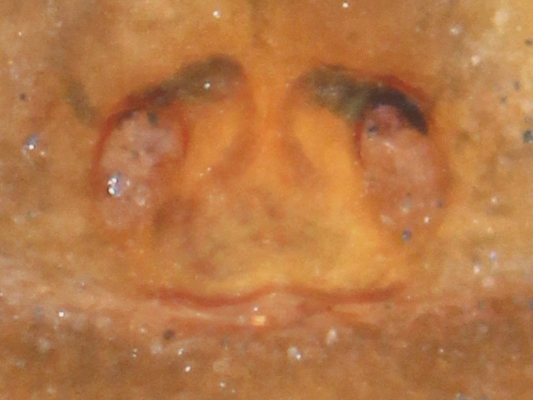
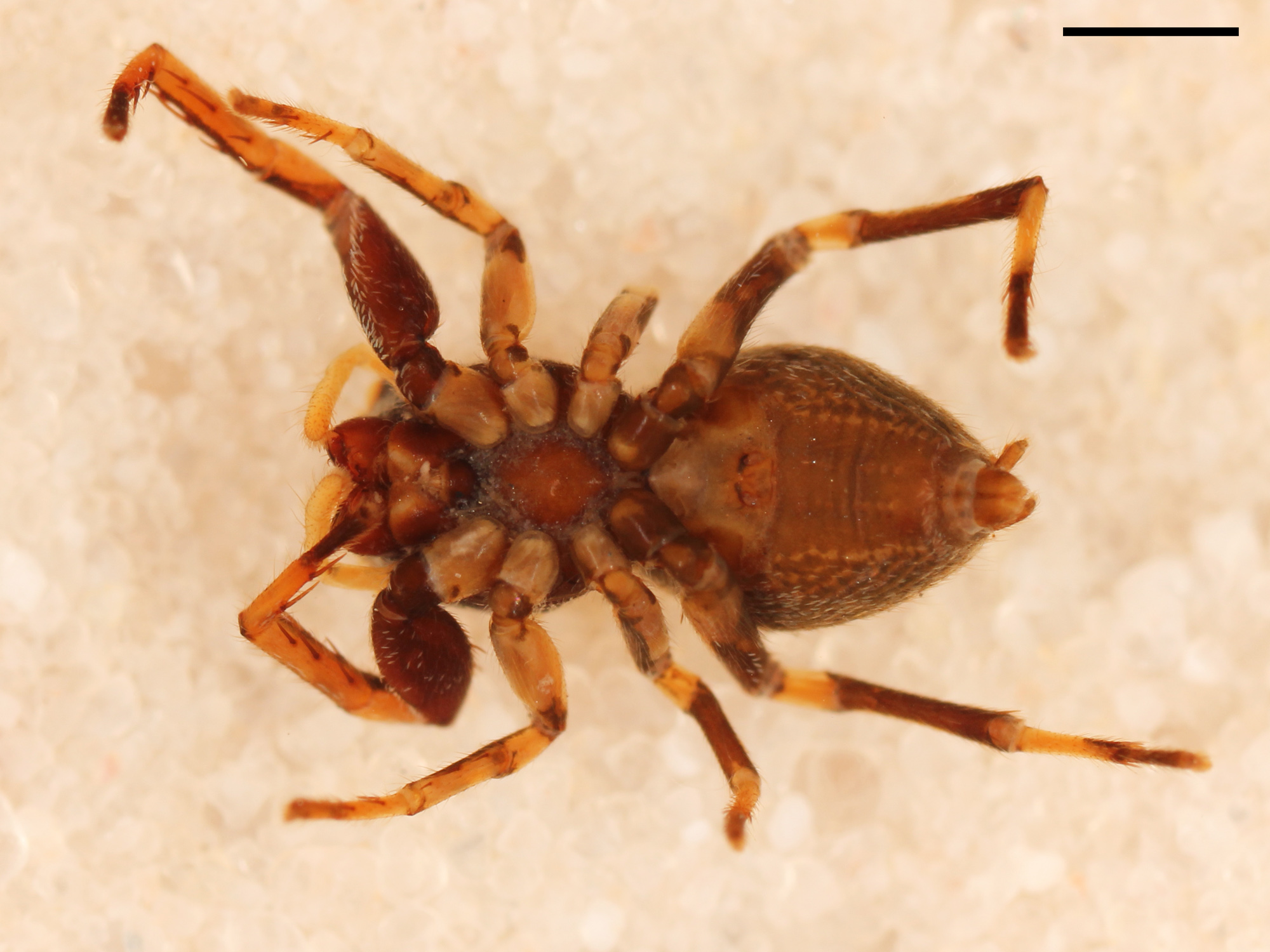
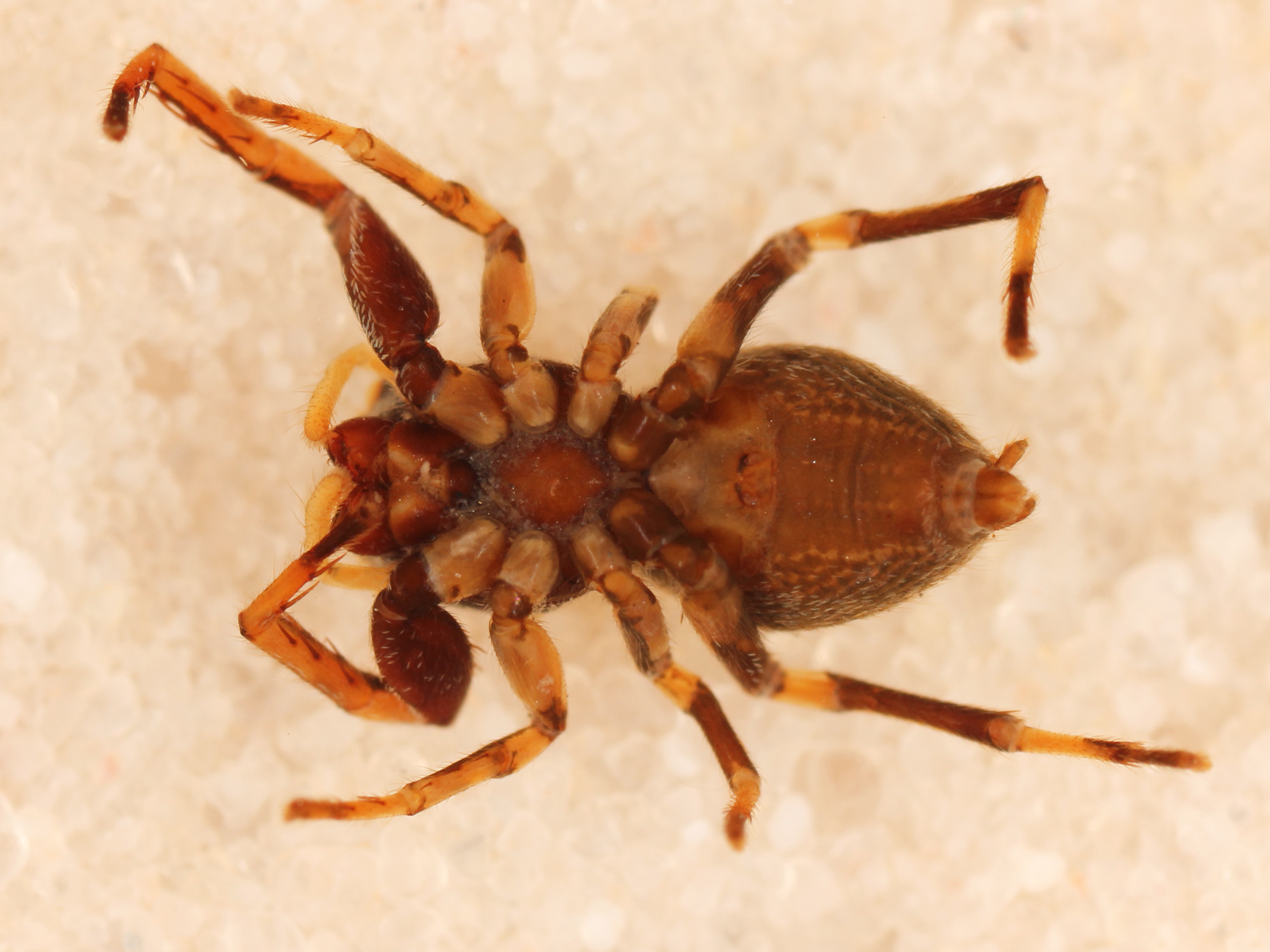